# Rosj chodesj
De dag rosj chodesj of rosh chodesh (Hebreeuws:ראש חודש, "hoofd van de maand") is in het jodendom de eerste dag van iedere maand in de joodse jaartelling.
De joodse maanden zijn gebaseerd op de maancyclus en iedere nieuwe maand begint de verschijning van "nieuwe maan", dat wil zeggen dat de maan dan precies tussen de aarde en de zon staat en alleen de schaduwkant van de maan valt te zien. Rosj chodesj valt typisch op een van de twee dagen dat de "nieuwe maan" te zien is.
Hoewel de joodse kalender op de maan gebaseerd is, is het niet een absolute maankalender, gezien het feit dat de kalender aan de zon wordt aangepast door middel van verdubbeling van de twaalfde maand adar. Deze toevoeging van een schrikkelmaand geschiedt 7 keer in de 19 jaar volgens een zeer precieze berekening. De reden voor de aanpassing aan het zonnestelsel is gelegen in het feit dat de chagiem (joodse feestdagen) seizoensgebonden zijn. Zo vallen de chaĝiem altijd in dezelfde periode, zoals is voorgeschreven.
Aansluitend op de Thoradienst op de Sjabbat voorafgaand aan de komende rosj chodesj wordt die rosj chodesj aangekondigd met vernoeming van die maand en de weekdag waarop die zal intreden. Voor de recitatie wordt de leidende melodie gebruikt van de grootste feestdag, die in die maand zal vallen. De maand chesjvan kent geen eigen melodie, omdat die maand zonder feestdag verloopt. In sommige maanden duurt rosj chodesj twee dagen: zowel de laatste dag van de voorgaande maand als de eerste dag van de nieuwe maand. Rosj chodesj begint, zoals alle joodse dagen, met zonsondergang en eindigt de volgende avond. De speciale toevoeging Ja'alé weJawo die op rosj chodesj en op chol hamo'ed in het Sjemoné Esré-gebed wordt ingevoegd wordt dus tijdens het ma'ariew (avondgebed), sjachariet (ochtendgebed) en mincha (middaggebed) gezegd. Direct na herhaling van het Sjemoné Esré van het ochtendgebed wordt hallel gezegd. Dit gebed bevat een voor- en na-beracha, met als kern de recitatie van een aantal speciale Psalmen. Na sjachariet wordt in de ochtenddienst ook Thora gelezen en het moesaf-gebed gezegd, dat speciaal over rosj chodesj gaat en waarin de geboden (zoals de offerdienst) voor de feestdag worden genoemd. Als rosj chodesj op de dag na sjabbat valt, wordt bovendien in sommige maanden een speciale haftara-portie gelezen.
Rosj chodesj was een belangrijkere dag in de joodse kalender toen de joodse kalender nog minder vaststond en het sanhedrin het begin van een maand moest onderzoeken. Sindsdien heeft de dag moeten inboeten voor de sjabbat, de andere periodiek terugkerende dag, die een van de aangezichten van het jodendom is geworden. Er zijn kleine wiskundige aanpassingen in de berekening voor de maandkalender doorgevoerd om een moeilijke samenloop van data te voorkomen. Zo zal hierdoor Jom Kipoer nooit meer op vrijdag of zondag kunnen vallen. 